# Зелена гърмяща змия
Зелените гърмящи змии (Crotalus viridis) са вид влечуги от семейство Отровници (Viperidae).
Разпространени са в района на Скалистите планини в Северна Америка.
Таксонът е описан за пръв път от френския естественик Константен Самюел Рафинеск през 1818 година.

## Подвидове
- Crotalus viridis nuntius